# Aberdeen (stacja kolejowa w Wielkiej Brytanii)
Aberdeen – stacja kolejowa w Aberdeen, w Szkocji. Otwarcie stacji nastąpiło w 1867. Posiada 7 peronów i obsługuje około 2,65 mln pasażerów rocznie.

## Galeria

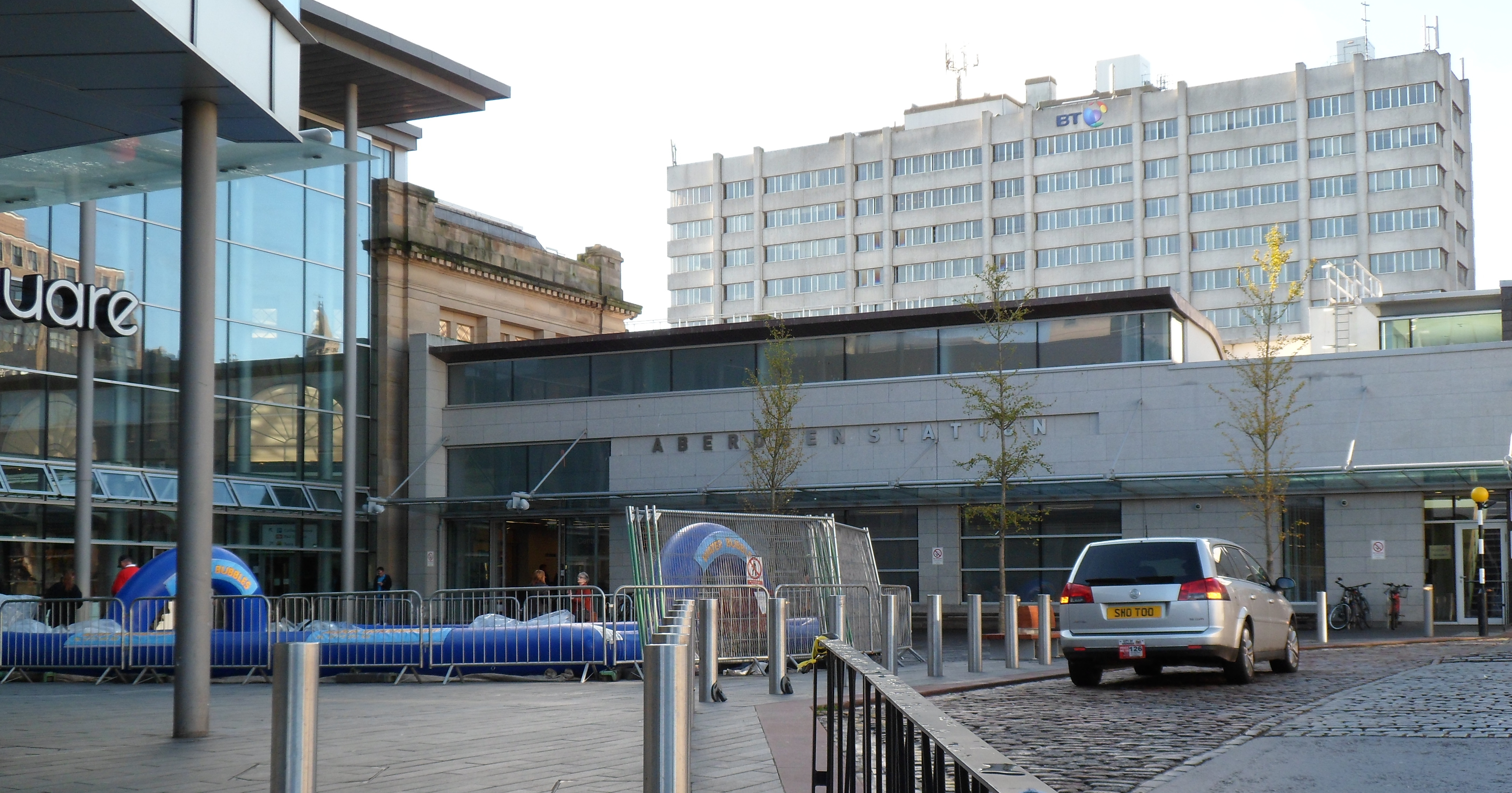
Wejście główne do dworca kolejowego
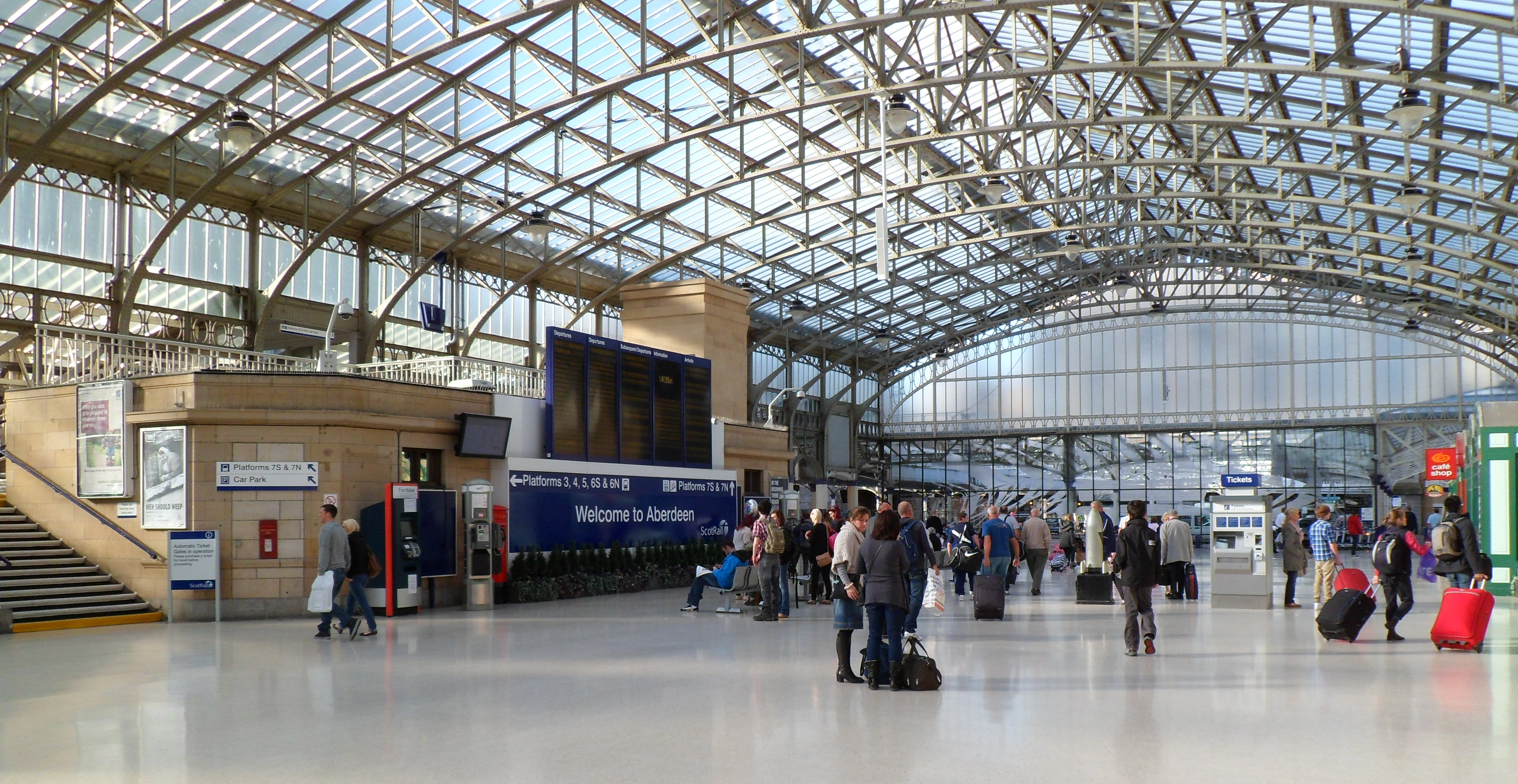
Hala główna dworca w 2011 r.